# Махачкала в филателии
Махачкала в филателии — совокупность почтовых марок, художественных маркированных конвертов и других филателистических материалов, посвящённых городу Махачкала.

## Почтовые марки

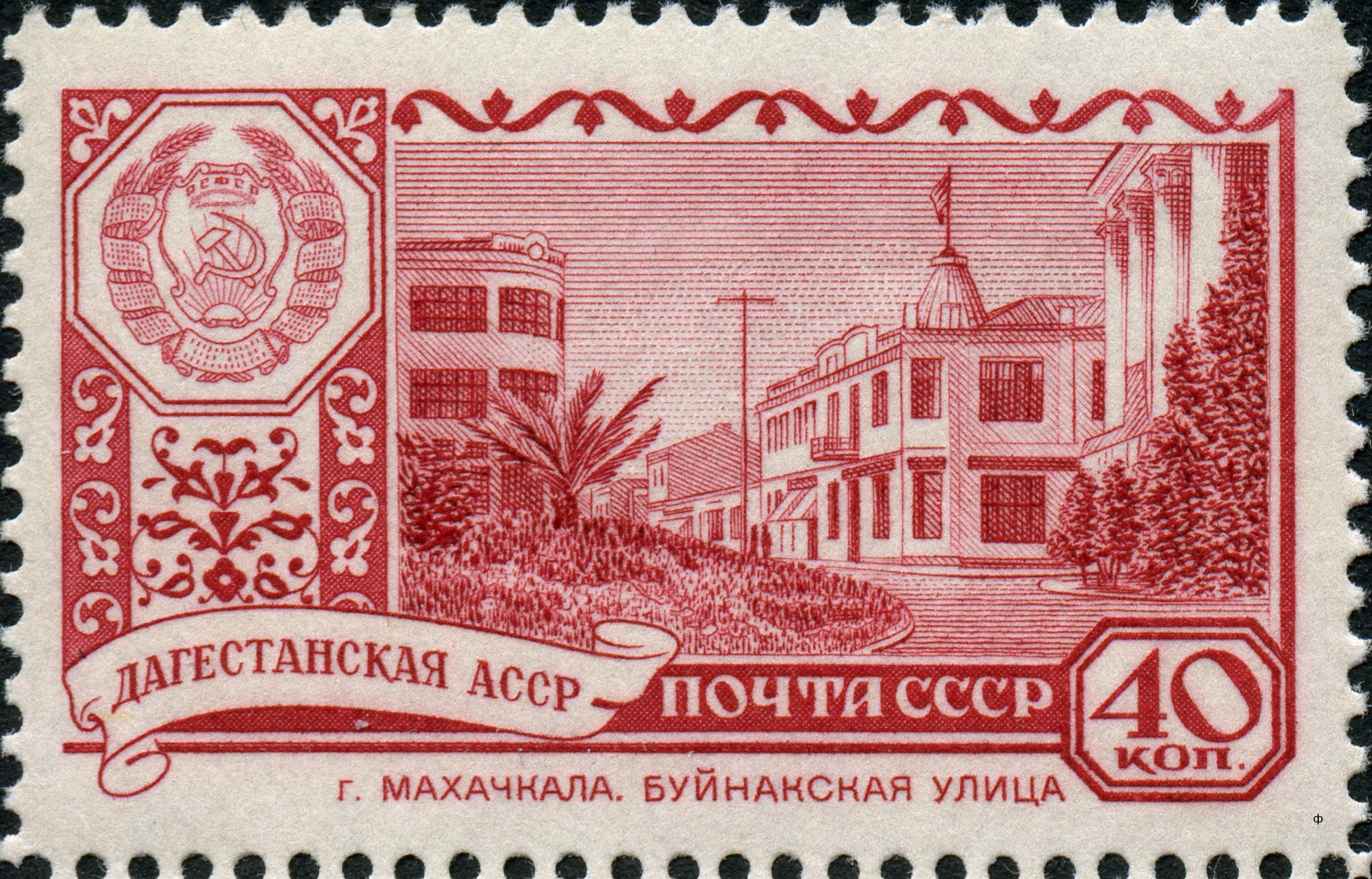
Махачкала. Буйнакская улица.

В 1960 году была выпущена марка с изображением Буйнакской улицы Махачкалы.
В 2013 году был выпущен почтовый блок, посвящённый эстафете олимпийского огня зимних Олимпийских игр 2014 года в Сочи. Маршрут эстафеты охватывал 132 населённых пункта Российской Федерации. 126-м по счёту пунктом эстафеты была Махачкала. По городу прошла эстафета олимпийского огня 27 января. На полях блока была нарисована карта России, на которой точками были обозначены пункты эстафетного маршрута, включая столицу Дагестана.
| Эстафета олимпийского огня зимних Олимпийских игр 2014                                                         |
| 2013: почтовый блок России (ЦФА [АО «Марка»] № 1736), посвящённый эстафете олимпийского огня Олимпиады в Сочи. |

## Художественные маркированные конверты
Ниже приводится неполный список художественных маркированных конвертов СССР, на которых был запечатлён город Махачкала.
| #  | Каталожный номер | Наименование                                        | Дата выпуска         | Номинал | Художник                                                                          | Изображение |
| -- | ---------------- | --------------------------------------------------- | -------------------- | ------- | --------------------------------------------------------------------------------- | ----------- |
| 1  | [ 2 ]            | Махачкала. Улица Буйнакская                         | 13 апреля 1956 года  | -       | —                                                                                 |             |
| 2  | 8336             | Махачкала. Гостиница "Дагестан"                     | 6 июля 1972 года     | 4 коп.  | Нечастый К.                                                                       |             |
| 3  | 10095            | Махачкала. Здание Совета Министров                  | 4 ноября 1974 года   | 4 коп.  | Филиппов И.                                                                       |             |
| 4  | 10421            | Махачкала. Драматический театр                      | 25 марта 1975 года   | 6 коп.  | Орлов В.                                                                          |             |
| 5  | 11014            | Махачкала. Гостиница "Каспий"                       | 23 декабря 1975 года | 6 коп.  | Кружкова Л.                                                                       |             |
| 6  | 11328            | Махачкала. Здание Совета Министров                  | 25 мая 1976 года     | 4 коп.  | Мягков А.                                                                         |             |
| 7  | 12190            | Махачкала. Памятник Махачу Дахадаеву                | 30 июня 1977 года    | 4 коп.  | Стрельников Р.                                                                    |             |
| 8  | 12810            | Махачкала. Дагестанский филиал АН СССР              | 27 апреля 1978 года  | 4 коп.  | —                                                                                 |             |
| 9  | 13868            | Махачкала. Гостиница "Дагестан"                     | 22 октября 1979 года | 4 коп.  | Веселов Н.                                                                        |             |
| 10 | 14585            | Махачкала. Дагестанский филиал АН СССР              | 2 октября 1980 года  | 4 коп.  | —                                                                                 |             |
| 11 | 16028            | Махачкала. Туристская база                          | 29 декабря 1982 года | 5 коп.  | —                                                                                 |             |
| 12 | 73               | Махачкала. Аварийский (Аварский) муздрамтеатр       | 24 февраля 1984 года | 4 коп.  | —                                                                                 |             |
| 13 | 148К             | Махачкала. Джума - мечеть                           | 23 июня 2003 года    | 40 коп. | Фотограф – Чубуев (Чутуев) К., художественное оформление – Безменов (Базманов) А. |             |
| 14 | 82К              | Махачкала. Джума - мечеть                           | 4 января 2006 года   | 40 коп. | Ларюшина М.                                                                       |             |
| 15 | 87К              | Махачкала. пос. Ленинкент. Памятник "Белые журавли" | 4 июня 2007 года     | 40 коп. | Фотограф — Зургалов Г.                                                            |             |